# Dobrodružství Ewoků
Dobrodružství Ewoků (v anglickém originále The Ewok Adventure) je americký televizní film ze světa Star Wars z roku 1984. Odehrává se na měsíci Endor a Ewoci v něm pomáhají dvěma mladým lidským sourozencům, kteří se snaží najít své rodiče. Film měl premiéru 25. listopadu 1984 na stanici ABC.
Film se dočkal omezeného mezinárodního uvedení v kinech, pro kterém byl v anglickém originále přejmenován na Caravan of Courage: An Ewok Adventure. Následovalo pokračování s názvem Bitva o planetu Endor (Ewoks: The Battle of Endor) z roku 1985.

## Děj
Na lesním měsíci Endor leží ztroskotaný hvězdný křižník. Rodina Towaniových – Catarine, Jeremitt, Mace a Cindel – je uvízlá. Když Catarine a Jeremitt zmizí, děti najde Ewok Deej. Poté, co Mace Ewokům pohrozí, ho přemohou a odvedou obě děti do jejich domu. Tam se Cindel spřátelí s Wicketem. Krátce nato Ewokové zabijí kančího vlka, jenže u zvířete najdou monitor života jednoho z rodičů dětí.
Vyhledají Ewoka Lograye, který jim oznámí, že rodiče unesl obludný Gorax, který sídlí v opuštěné a nebezpečné oblasti. Vytvoří se karavana Ewoků, aby se děti znovu setkaly s rodiči. Setkávají se s hlučným ewokským zálesákem Chukha-Trokem, ewokskou kněžkou Kainkou a Izrinou, než se po několika nehodách na cestě konečně dostanou do doupěte Goraxe. Skupina se s Goraxem utká v boji, osvobodí Jeremitta a Katarinu, ale Chukha-Trok je smrtelně zraněn. Gorax je považován za zničeného, když je sražen do propasti, ale až poslední úder Macea (s použitím Chukha-Trokovy sekery) porazí stvůru, která se za nimi snaží vyšplhat zpět nahoru. Towaniovi se rozhodnou zůstat s Ewoky, dokud se jim nepodaří opravit hvězdný křižník, a Izrina odjíždí zpět ke své rodině.

## Obsazení
- Warwick Davis jako Wicket W. Warrick
  - Darryl Henriques jako Wicket (hlas) (jako Daryl Henriquez)
- Aubree Millerová jako Cindel Towaniová
- Eric Walker jako Mace Towani
- Fionnula Flanaganová jako Catarine Towaniová
- Guy Boyd jako Jeremitt Towani
- Daniel Frishman jako Deej Warrick
  - Sydney Walkerová jako Deej (hlas)
- Debbie Lee Carringtonová jako Weechee Warricková
- Tony Cox jako Widdle „Willy“ Warrick
- Kevin Thompson jako Chukha-Trok
- Margarita Fernándezová jako Kaink
- Pam Grizzová jako Shodu Warricková
- Bobby Bell jako Logray
- Burl Ives jako Vypravěč (hlas)

## Produkce

### Vznik
George Lucas v roce 1978 povolil televizní zpracování světa Star Wars v rámci speciálu Star Wars Holiday Special, který se stal ostudou. Převzal větší kontrolu nad plánovaným půlhodinovým televizním projektem o Ewocích. K jeho produkci najal Thomase G. Smithe, který po práci na filmu Indiana Jones a chrám zkázy odstoupil z pozice manažera společnosti Industrial Light & Magic (ILM). Najal také Boba Carraua, svého osobního asistenta, aby s ním napsal příběh.
Při prodeji filmu Smith zjistil, že žádná z televizních stanic v té době neměla zájem o vysílání půlhodinového speciálu, ale ABC projevila zájem o dvouhodinový film týdne; projekt byl rozšířen, aby splnil požadavek. Producenti původně pojali projekt jako křížence Jeníčka a Mařenky a Tarzana z rodu opů. Jako režisér byl vybrán John Korty, který režíroval film Země snů produkovaný Georgem Lucasem.

### Štáb
Podle příběhu George Lucase a scénáře Boba Carraua přetvořil režisér John Korty malebné místo natáčení v severní Kalifornii, rezervaci Roy's Redwoods v údolí San Geronimo, se zelenými kapradinami a sekvojovci, v lesní domov Ewoků na měsíci Endor. Joe Johnston, zkušený výtvarný režisér v ILM a jeden z klíčových tvůrců konceptu klasické trilogie Star Wars, působil jako produkční designér a režisér druhého štábu. Před uvedením filmu do kin měl také napsat a ilustrovat knihu o Ewocích The Adventures of Teebo: A Tale of Magic and Suspense.

### Vizuální efekty
Oba filmy o Ewocích byly jedněmi z posledních intenzivních stop-motion animací, které ILM vytvořilo, protože počátkem 80. let byla tato technika nahrazena technikou go motion, což je pokročilá forma animace s motorizovanými loutkami, které se pohybují při otevřené závěrce kamery. Go motion však byl pro rozpočty filmů o Ewocích příliš drahý, a tak se pro realizaci tvorů, jako je Gorax, používal stop motion.
Filmy o Ewocích byly pro ILM příležitostí k použití techniky, která byla inovována pro film 2001: Vesmírná odysea a nazývá se latent image matte painting. Při této technice se při živém snímání zakryje část objektivu kamery a zůstane neexponovaná. Film se přetočí, zablokované oblasti se obrátí a nasnímá se obraz vytvořený tak, aby zaujal toto místo.

### Hudba
Hudbu k filmu Dobrodružství Ewoků složil Peter Bernstein. Skladba „Parade of the Ewoks“ z hudby Johna Williamse k filmu Star Wars: Epizoda VI – Návrat Jediů (1983) je uvedena jako „Wicket's Theme“ a zazní, když jsou děti na začátku zachráněny a odvedeny do vesnice Ewoků, kde se setkají s Wicketem. Výběr z partitury vyšel také na LP od Varèse Sarabande v roce 1986. Vydání nazvané jednoduše jako Ewoks obsahovalo další úryvky Bernsteinovy hudby k pokračování filmu Bitva o planetu Endor (1985).

## Dokumentární filmy a komentáře
Během natáčení a produkce Dobrodružství Ewoků měly všechny děti školního věku, které se účastnily natáčení, napjatý rozvrh a musely své dny rovnoměrně rozdělit mezi školní výuku a samotnou práci na filmu, včetně učení se textu nazpaměť, učení se nápověd a nakonec i natáčení. Během natáčení se společnost Lucasfilm domnívala, že by pro dva hlavní dospívající herce ve filmu, Erica Walkera (Mace) a Warwicka Davise (Wicket), kterým bylo v době natáčení patnáct let, mohlo být výchovným a zábavným zážitkem, kdyby dostali k dispozici vlastní kamery, které by mohli používat mezi záběry. Chlapci si říkali W&W Productions a natočili vlastní minidokument z natáčení filmu, který byl v roce 2014 – téměř po 30 letech – nahrán na kanál Erica Walkera na YouTube.

## Adaptace
V roce 1985 vydalo nakladatelství Random House knižní adaptaci Dobrodružství Ewoků pro děti od Amy Ehrlichové s názvem The Ewoks and the Lost Children, která obsahuje záběry z filmu. Byla také vydána obrázková kniha s audiokazetou pro ty, kteří se učí číst.

## Uvedení
Dobrodružství Ewoků bylo poprvé uvedeno v americké televizi 25. listopadu 1984 na stanici ABC. Film byl vydán na VHS a Laserdiscu v roce 1990 společností MGM.
Film vyšel 23. listopadu 2004 na DVD jako dvojkolekce s pokračováním Bitva o planetu Endor. Vydání bylo oboustranné, na každé straně byl jeden film.
Před rokem 2021 společnost Disney neoznámila, že plánuje přidat filmy o Ewocích do své streamovací služby Disney+. To přimělo Erica Walkera k založení petice, aby je společnost Disney přidala. V březnu 2021 bylo oznámeno, že oba filmy se začnou na Disney+ streamovat 2. dubna 2021.

## Přijetí

### Kritický ohlas
John J. O'Connor ve své recenzi pro The New York Times poznamenal, že příběh filmu je téměř „agresivně jednoduchý“ a že „George Lucas a jeho štáb nepřicházejí s ničím strašně překvapivým“. V pozadí filmu, kde Marin County vypadá „jako nějaká země na východ od Slunce a na západ od Měsíce“, O'Connor rozpoznal, že většina interakcí probíhá podle zavedených filmových vzorů, z nichž vyniká vztah mezi Cindel, která „vypadá jako jeden z těch malých blonďatých andílků, co se používají na vánoční stromky“, a Wicketem, kterého ztvárnil tehdy čtrnáctiletý Warwick Davis, jehož O'Connor označil za „nejchytřejšího z celé party“.
S poukázáním na hlavní postavy a dějové prvky došla jedna dvojice autorů k závěru, že jak Dobrodružství Ewoků, tak jeho pokračování jsou pohádky, přestože se odehrávají ve vědeckofantastickém prostředí. Poukazují na magické jevy v obou filmech, což je prvek fantasy. Tvrdí, že ve vědeckofantastickém příběhu chce hrdina narušit nebo zpochybnit hierarchii domnělé „utopické“ společnosti; zatímco v obou filmech o Ewocích není společnost narušena ani zpochybněna. Navíc tvrdí, že ačkoli sága Star Wars také obsahuje pohádkové prvky, přiklonila se více ke sci-fi. Jiný autor souhlasil s tím, že filmy jsou pohádkami, v nichž „věda vysvětluje všechna kouzla“.
Colin Greenland recenzoval Dobrodružství Ewoků pro časopis Imagine a uvedl, že „jde o nenáročný katalog magických leporel o různých talismanech předků, které nosí putující koaly. Na osmileté a devítileté děti v první řadě to jistě zabralo, ale jejich maminkám a tatínkům, ani mně, to zřejmě nedávalo moc smysl.“
Novodobé přijetí bylo převážně negativní, Aidan Mason z časopisu Pop Culture Beast označil film za „příběh bez pocitu naléhavosti“ a „utrpení“.

### Ocenění
Dobrodružství Ewoků bylo jedním ze čtyř filmů, které byly na 37. ročníku udílení cen Primetime Emmy oceněny porotou za vynikající speciální vizuální efekty. Film byl navíc nominován na cenu za vynikající dětský pořad, ale v této kategorii prohrál s epizodou seriálu American Playhouse.

## Odkaz
Některé prvky z filmu se objevily v dalších dílech rozšířeného univerza Star Wars, které bylo v roce 2014 prohlášeno za nekanonické a přejmenováno na Legendy.
- Bitva o planetu Endor (1985) je druhým ze dvou filmů o Ewocích natočených pro televizi. Zabýval se Cindeliným osiřením poté, co její rodinu zabili sanyassanští nájezdníci. Nájezdníci také unesli mnoho Ewoků. Poté, co se Cindel setkala s Noa Briqualonem, který se jí ujal, musí spolu s Ewoky spojit síly, aby nájezdníky porazili a osvobodili ostatní z jejich spárů.
- Ewoks (1985–1987) byl animovaný seriál stanice ABC s Ewoky, který byl vysílán dvě série. Odehrává se před původní trilogií Star Wars a v jedné epizodě se v něm objeví Izrina, královna Wistiů, a také Chukha-Trok a někteří členové Wicketovy rodiny.[18][19]
- Tyrant's Test (1996) – V kontinuitě Star Wars Legendy se Cindel Towaniová objevila v Tyrant's Test, třetí knize knižní série Star Wars Michaela P. Kube-McDowella, trilogie The Black Fleet Crisis. V románu, který se odehrává více než deset let po Bitvě o planetu Endor, se ukazuje, že Cindel vyrostla a stala se reportérkou na Coruscantu. Během Yevethanské krize získala Cindel od admirála Draysona takzvané pásky Plat Mallar a prozradila příběh jediného přeživšího Yevethanského útoku na Polneye. Zpráva měla získat sympatie obyvatel Nové republiky a Senátu; to se podařilo. Rozšířené univerzum tvrdí, že se Cindel rozhodla přidat k Nové republice a věnovat se žurnalistice poté, co se stala svědkem bitvy o Endor.
- The Illustrated Star Wars Universe (1997) od Kevina J. Andersona zpětně zasazuje film mezi události filmů Impérium vrací úder a Návrat Jediů.
- Star Wars Galaxies: An Empire Divided (2003) je MMORPG. Ve hře má hráč možnost setkat se s druhem Gorax.
- Return of the Ewok (1982)

Gorax byl znovu uveden do kánonu Disney Star Wars v epizodě „Traps and Tribulations“ druhé série animovaného webového seriálu Star Wars: Forces of Destiny. Princezna Leia Organa a rytíř Jedi Luke Skywalker pomáhají Ewokům Kneesaovi a Wicketovi v boji proti této běsnící bestii.